# Stefan Maletic (Geistlicher)
Stefan Maletić (* 29. September 1917 in Dolovo; † 20. Februar 1993 in Belgrad) war ein jugoslawischer Priester der Serbisch-Orthodoxen Kirche und ein Opfer des Nationalsozialismus.

## Leben
Stefan Maletic wurde 1917 in Dolovo bei Pančevo, Serbien als Sohn des dortigen Schmiedes geboren. Er besuchte zunächst ein Gymnasium, doch als seine Eltern sich das Schulgeld nicht mehr leisten konnten, setzte er seine Schulbildung in der Klosterschule von Visoki Dečani fort. 1937 empfing er im Kloster Radovasnica die Priesterweihe. Anschließend arbeitete er im Kloster Bogovadja bei Valjevo.
Er stellte sich während des Partisanenkriegs gegen die faschistischen Kräfte und wurde, da er Partisanen geholfen hatte, im KZ Šabac und Semlin interniert und kam am 5. März 1943 im KZ Mauthausen an. Am 13. Oktober 1943 kam er in das KZ Buchenwald und anschließend in ein Nebenlager bei Rostock. Endstation wurde ab November 1943 das KZ Dachau, wo er bis Kriegsende verblieb.
Er überlebte das KZ und kehrte nach Kriegsende zurück nach Serbien. An der Universität der serbisch-orthodoxen Kirche studierte er Theologie und schloss dieses 1957 ab. Er unterrichtete später an der Klosterschule von Krka und wurde Archimandrit des dortigen Klosters. Später wurde er Vertreter des dalmatischen Bischofs.
Während des Kroatienkriegs wurde er von Kroatien in einem Lager nahe Šibenik inhaftiert. Er wurde 1993 auf Druck seiner Familie entlassen. Zu diesem Zeitpunkt schon gesundheitlich angeschlagen verstarb er am 20. Februar 1993 in einem Krankenhaus in Belgrad.